# Цесляк, Марцин
Марцин Цесляк (пол. Marcin Cieślak; род. 7 апреля 1992, Варшава) — польский пловец, призёр чемпионата Европы 2019 года на короткой воде. Участник летних Олимпийских игр 2012 года. Специализируется на дистанциях баттерфляем.

## Биография
На летних Олимпийских играх 2012 года принимал участие в заплывах на дистанции 200 метров баттерфляем. Занял итоговое 19-е место.
В 25-метровом бассейне, на чемпионате Европы в декабре 2019 года, стал третьим на дистанции 100 метров баттерфляем, показав время 49,75, а также в составе эстафетной команды четыре по 50 метров вольным стилем завоевал серебряную медаль.